# Garwood
Garwood és una població dels Estats Units a l'estat de Nova Jersey. Segons el cens del 2006 tenia 4.233 habitants.

## Demografia
Segons el cens del 2000, Garwood tenia 4.153 habitants, 1.731 habitatges, i 1.125 famílies. La densitat de població era de 2.429,5 habitants/km².
Dels 1.731 habitatges en un 26,2% hi vivien nens de menys de 18 anys, en un 49% hi vivien parelles casades, en un 12,1% dones solteres, i en un 35% no eren unitats familiars. En el 28,7% dels habitatges hi vivien persones soles l'11,5% de les quals corresponia a persones de 65 anys o més que vivien soles. El nombre mitjà de persones vivint en cada habitatge era de 2,4 i el nombre mitjà de persones que vivien en cada família era de 2,96.
Per edats la població es repartia de la següent manera: un 20% tenia menys de 18 anys, un 6,3% entre 18 i 24, un 35,6% entre 25 i 44, un 20,9% de 45 a 60 i un 17,2% 65 anys o més.
L'edat mediana era de 38 anys. Per cada 100 dones de 18 o més anys hi havia 89,6 homes.
La renda mediana per habitatge era de 52.571 $ i la renda mediana per família de 64.053 $. Els homes tenien una renda mediana de 50.951 $ mentre que les dones 36.538 $. La renda per capita de la població era de 26.944 $. Aproximadament el 3,5% de les famílies i el 5,1% de la població estaven per davall del llindar de pobresa.

## Poblacions més properes
El següent diagrama mostra les poblacions més properes.